# Chail
Pour l’article ayant un titre homophone, voir Chaille.
Chail est une ancienne commune du centre-ouest de la France située dans le département des Deux-Sèvres en région Nouvelle-Aquitaine.
Ses habitants sont appelés les Chaillois.

## Géographie
| Saint-Léger-de-la-Martinière |       | Saint-Vincent-la-Châtre |

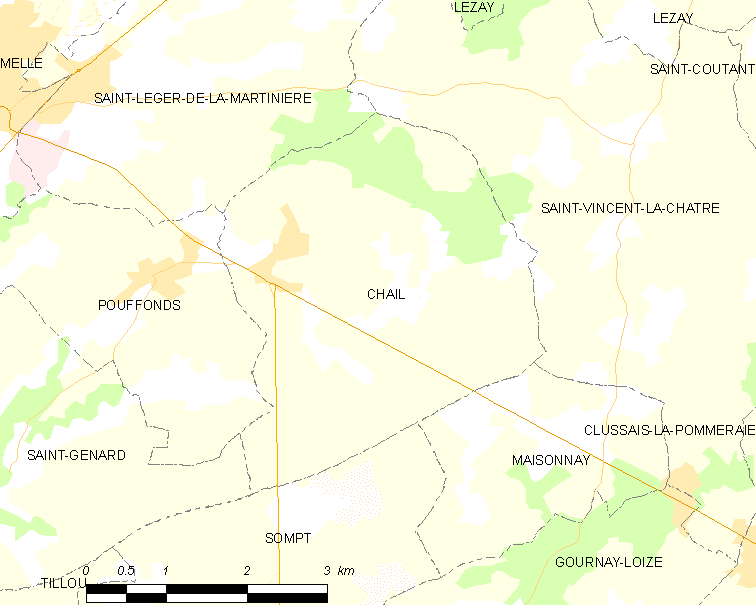
Carte de la commune.

| Pouffonds                    | Chail |                         |
| Saint-Génard                 | Sompt | Maisonnay               |

## Toponymie
L'étymologie de Chail est composée du même radical, très ancien *kal-, que caillou, voir Chaille, chail en ancien français, qui signifie « pierre », « rocher ». Toponyme apparenté à Chail, Chaillevette, avec le sens de « lieu caillouteux, pierreux ».

## Histoire
Le 1er janvier 2019, Chail est regroupée à Sompt pour former la commune nouvelle de Fontivillié dont la création est actée par un arrêté préfectoral du 21 août 2018.

## Politique et administration
| Période   | Période   | Identité     | Étiquette | Qualité |
| --------- | --------- | ------------ | --------- | ------- |
| mars 2001 | mars 2008 | René Lévêque |           |         |
| mars 2008 | En cours  | André Leroy  |           |         |

## Démographie
À partir du XXIe siècle, les recensements réels des communes de moins de 10 000 habitants ont lieu tous les cinq ans. Pour Chail, cela correspond à 2004, 2009, 2014, etc. Les autres dates de « recensements » (2006, etc.) sont des estimations légales.
| 1793 | 1800 | 1806 | 1821 | 1831 | 1836 | 1841 | 1846 | 1851 |
| ---- | ---- | ---- | ---- | ---- | ---- | ---- | ---- | ---- |
| 379  | 307  | 389  | 407  | 405  | 473  | 515  | 542  | 515  |

| 1856 | 1861 | 1866 | 1872 | 1876 | 1881 | 1886 | 1891 | 1896 |
| ---- | ---- | ---- | ---- | ---- | ---- | ---- | ---- | ---- |
| 503  | 502  | 491  | 493  | 508  | 547  | 528  | 547  | 563  |

| 1901 | 1906 | 1911 | 1921 | 1926 | 1931 | 1936 | 1946 | 1954 |
| ---- | ---- | ---- | ---- | ---- | ---- | ---- | ---- | ---- |
| 552  | 529  | 516  | 501  | 480  | 501  | 491  | 519  | 489  |

| 1962 | 1968 | 1975 | 1982 | 1990 | 1999 | 2004 | 2006 | 2009 |
| ---- | ---- | ---- | ---- | ---- | ---- | ---- | ---- | ---- |
| 488  | 463  | 402  | 417  | 431  | 505  | 466  | 468  | 526  |

| 2014 | 2016 | - | - | - | - | - | - | - |
| ---- | ---- | - | - | - | - | - | - | - |
| 519  | 512  | - | - | - | - | - | - | - |

## Culture locale et patrimoine

### Lieux et monuments
- Église Saint-Pierre de Chail. La façade a été inscrite au titre des monuments historique en 1926[6].

## Pour approfondir